# 徐向前故居
38°37′46″N 113°09′45″E / 38.62944°N 113.16250°E
徐向前故居位于中国山西省五台县东冶镇永安村，是中国人民解放军元帅徐向前的故居，2006年被列为第六批全国重点文物保护单位。

## 历史
徐向前故居始建于清道光初年，1990年重修。故居是典型的晋北传统民居建筑，坐北朝南，一进两院，占地面积约900平方米，院内为青砖瓦房。
- 前院大门
- 前院
- 后院大门
- 后院
- 后院楼房
- 楼房二层俯瞰后院
- 后院大门
- 徐向前卧室